# Bassin de Tlemcen
Le bassin de Tlemcen ou la plaine de Tlemcen est une plaine d'Algérie située au Nord-Ouest du pays dans la wilaya de Tlemcen.

## Présentation
Le bassin de Tlemcen est un bassin intérieur de l’Oranie, semblables aux bassins de Sidi Bel Abbès et de Ghriss et limité au sud par les monts de Tlemcen.
Il dispose d’un fort potentiel agricole, il est arrosé par la Tafna et ses affluents ainsi que par des grosses sources et comporte de nombreux vergers. La bourgeoisie tlemcénienne et ses liens historiques avec la terre, ont favorisé l’émergence d’un réseau dense de petites villes et villages qui épaule Tlemcen, située au sud du bassin.